# Deutz D 30
Der Deutz D 30 ist ein Traktor der Marke Deutz aus der Deutz D-Serie, der von 1961 bis 1965 in den Deutz-Werken in Köln in einer Stückzahl von etwa 35.000 Traktoren produziert wurde.
Der Deutz D 30 erhielt den gleichen Motor wie der Deutz D 25, dessen Leistung jedoch um 8 PS auf 28 PS gesteigert wurde. Die Höchstgeschwindigkeit des Schleppers liegt bei 20 km/h und der verwendete Zweizylinder-Viertakt-Dieselmotor erzielt bis zu 2300 Umdrehungen pro Minute. Die Doppelkupplung des Deutz-Traktors stammt von Fichtel & Sachs. Des Weiteren ist der Schlepper mit einer Einscheibentrockenkupplung ausgestattet. Der Hinterradantrieb besitzt eine zuschaltbare Differentialsperre.
Insgesamt besitzt der D 30 acht Vorwärtsgänge sowie zwei Rückwärtsgänge, mit denen eine Geschwindigkeit von bis zu 9,1 km/h erreicht werden kann. Mithilfe der minimalen Geschwindigkeitsanpassung konnten auch schwierigere landwirtschaftliche Aufgaben, je nach Bedarf oder Bodenbeschaffenheit, ausgeführt werden. Mit Frontlader zählte dieses Modell zu den beliebtesten Ackerschleppern seiner Zeit, wodurch auch die hohe Stückzahl zu erklären ist. Das Eigengewicht des Traktors liegt zwischen 1390 kg und 1420 kg, wobei zusätzlich landwirtschaftliche Geräte bis zu einem Gesamtgewicht von 2300 kg angehängt werden können. Der Traktor ist 3040 mm lang und 1600 mm breit.
Als Nachfolgemodell kam im Jahr 1965 der Deutz D 3005 auf den Markt. Als optionales Zubehör waren ein unabhängiger Mähantrieb mit Rutschkupplung sowie die unterschiedlichen Steuergeräte auf Kundenwunsch erhältlich.
Dieses Modell der D-Serie wurde in den 60er Jahren auch in Argentinien von DECA Deutz produziert, parallel zu denen der Serie A.

## Varianten
| Modell         | Bauzeit   | Motor                              |
| -------------- | --------- | ---------------------------------- |
| Deutz D 30-N   | 1961–1962 | Deutz F2L712                       |
| Deutz D 30-NG  | 1961–1965 | Deutz F2L712 ab 1964: Deutz F2L812 |
| Deutz D 30-NF  | 1961–1962 | Deutz F2L712                       |
| Deutz D 30-NFG | 1961–1965 | Deutz F2L712 ab 1964: Deutz F2L812 |

Quelle: 